# ネイサン・ハース
ネイサン・ハース（Nathan Haas、1989年3月12日 - ）は、オーストラリア、ブリスベーン出身の自転車競技（ロードレース）選手。

## 来歴
2011年
- マージー・ヴァリー・ツアー 総合優勝
- キャンベラ・ツアー 総合優勝
- ツアー・オブ・ジップスランド 総合優勝
- ツアー・オブ・ジーロング 総合優勝
- ゴールバーン〜シドニー 総合優勝
- ツアー・オブ・タスマニア 総合優勝
- ヘラルド・サン・ツアー 総合優勝
- ジャパンカップサイクルロードレースでは、ダミアーノ・クネゴ及び日本の3選手とのゴールスプリントを制し優勝。

2012年、ガーミン・バラクーダに移籍。プロへ転向する。
- ツアー・オブ・ブリテン 総合2位
- ジャパンカップサイクルロードレース 10位

2013年
- ツール・ド・ランカウイ 総合6位

2014年
- ツアー・ダウンアンダー 総合5位
- ブラバンツ・ペイル 6位
- ジャパンカップサイクルロードレース 優勝

2016年、チーム・ディメンションデータに移籍。
2018年、カチューシャ・アルペシンに移籍。
- ツアー・オブ・オマーン　ポイント賞（第2ステージ優勝）
- ツアー・オブ・ターキー　総合3位